# 自助法
在统计学中，自助法（Bootstrap Method，Bootstrapping，或自助抽樣法、拔靴法）是一种从给定训练集中有放回的均匀抽样，也就是说，每当选中一个样本，它等可能地被再次选中并被再次添加到训练集中。自助法由Bradley Efron于1979年在《Annals of Statistics》上發表。當樣本來自能以正态分布來描述的总体，其抽樣分布為正态分布；但當樣本來自的总體無法以正态分布來描述，則以漸進分析法、自助法等來分析。採用隨機可置換抽樣（random sampling with replacement）。对于小数据集，自助法效果很好。

## .632自助法
最常用的一种是.632自助法，假设给定的数据集包含d个样本。该数据集有放回地抽样d次，产生d个样本的训练集。这样原数据样本中的某些样本很可能在该样本集中出现多次。没有进入该训练集的样本最终形成检验集（测试集）。
显然每个样本被选中的概率是1/d，因此未被选中的概率就是(1-1/d)，这样一个样本在训练集中没出现的概率就是d次都未被选中的概率，即(1-1/d)d。当d趋于无穷大时，这一概率就将趋近于e-1=0.368，所以留在训练集中的样本大概就占原来数据集的63.2%。